# Orthodoxe Theologische Fakultät der Universität Belgrad

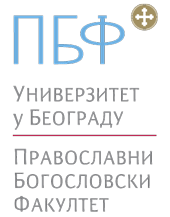
Offizielles Logo der Fakultät für Orthodoxe Theologie (PBF) der Universität Belgrad

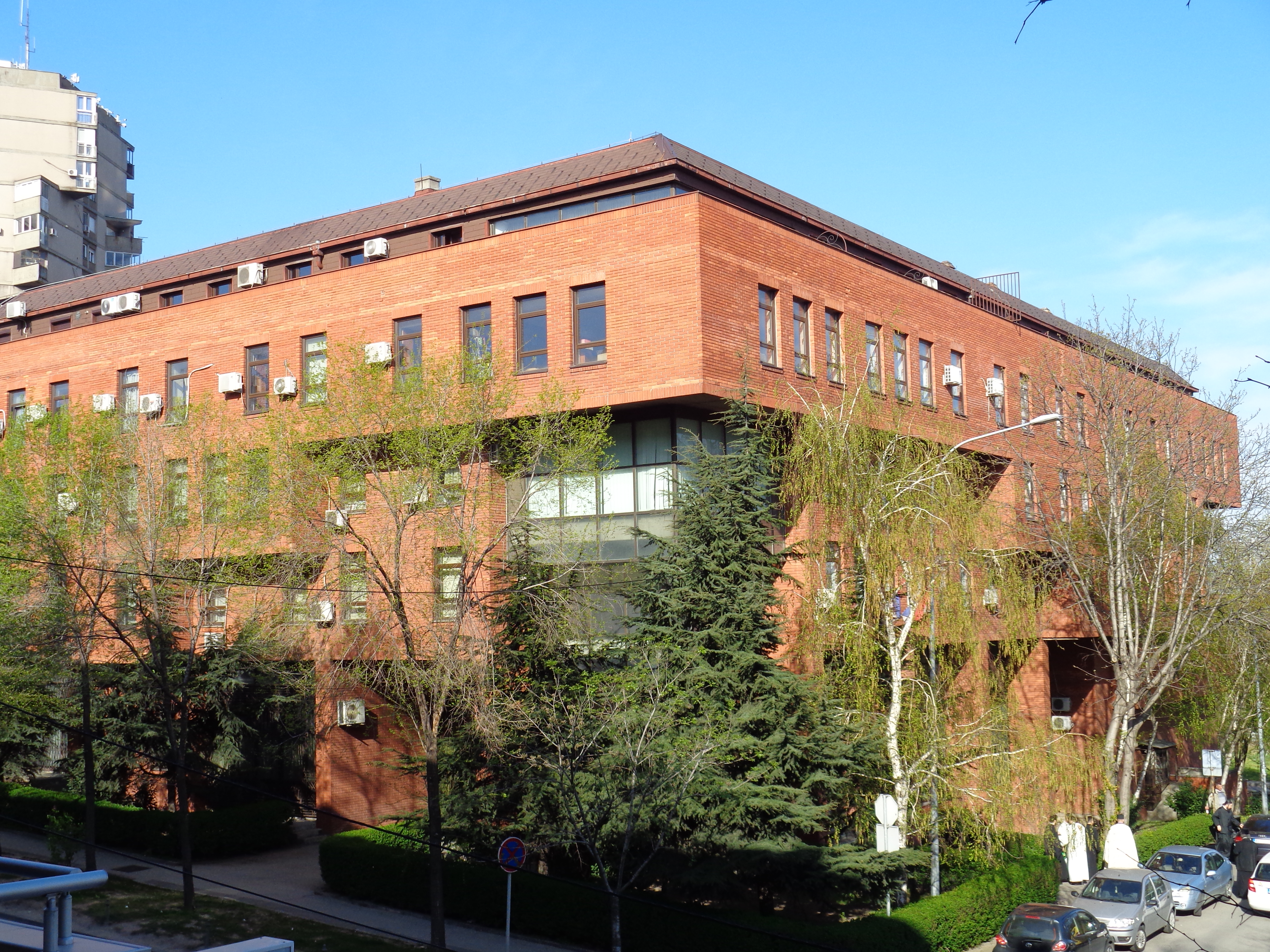
Orthodoxe Theologische Fakultät der Universität Belgrad

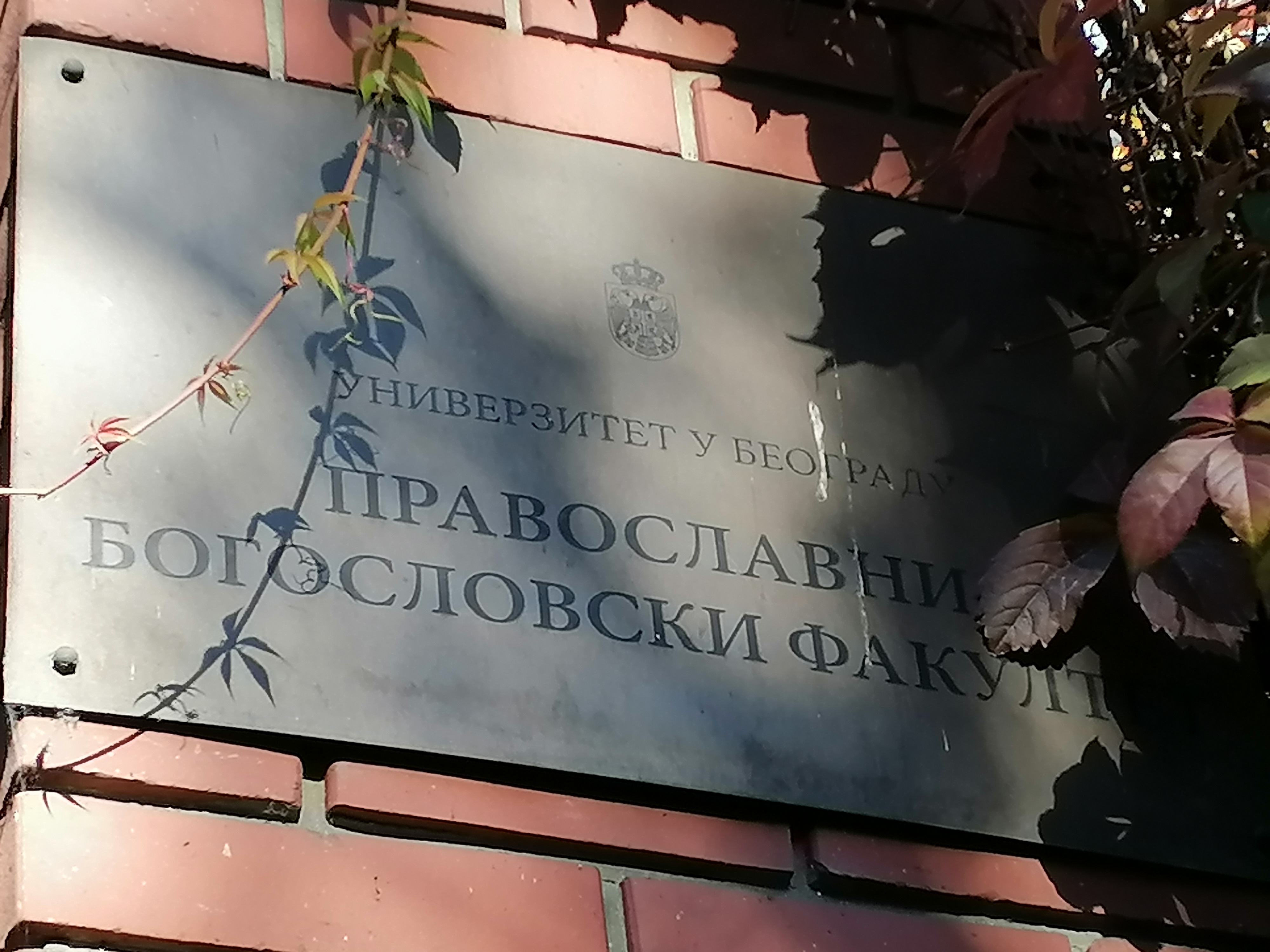
Tafel am Eingang der Theologischen Fakultät der Serbisch-Orthodoxen Kirche, Universität Belgrad

Die Orthodoxe Theologische Fakultät der Universität Belgrad (serbisch-kyrillisch Православни богословски факултет Универзитета у Београду) ist eine der 31 Fakultäten der Universität Belgrad in der Hauptstadt Serbiens.
Die Fakultät hat 40 Dozenten und Mitarbeiter. An ihr studieren mehr als 1.800 Menschen, um sich auf das Priesteramt, eine Lehrtätigkeit oder wissenschaftliche Forschung im Bereich der Theologie vorzubereiten. Auch Angehörige anderer christlicher Konfessionen können hier studieren.

## Geschichte
In ihrer heutigen Form wurde die Theologische Fakultät 1920 gegründet. Sie war von 1946 bis zum Zerfall Jugoslawiens von der Universität Belgrad getrennt und eine eigenständige Hochschule. Im Jahr 2004 wurde sie wieder der Universität Belgrad angeschlossen. Der Beschluss zur Wiedereingliederung der Fakultät wurde vom serbischen Parlament verabschiedet, um die Unabhängigkeit und Autonomie der Hochschulbildung in Serbien zu stärken. Seitdem ist die Orthodoxe Theologische Fakultät Teil der Universität Belgrad und bietet theologische Ausbildungen auf der Grundlage wissenschaftlicher Methoden an.
Die Fakultät unterhält enge Beziehungen zur Serbisch-Orthodoxen Kirche und ihre Professoren werden oft von der Kirche als Theologen und Geistliche berufen. Viele Absolventen der Fakultät haben wichtige Positionen in der Kirche, in Bildungseinrichtungen und in anderen Bereichen in Serbien und in anderen Ländern inne.
Die Fakultät für Orthodoxe Theologie pflegt nach eigenen Angaben eine umfassende Zusammenarbeit mit der Aristoteles-Universität Thessaloniki, der Nationale und Kapodistrias-Universität Athen, den Geistlichen Akademien von Moskau und Sankt Petersburg, der Päpstlichen Lateranuniversität im Vatikan, theologischen Fakultäten in Deutschland, der Schweiz, Frankreich, den USA und den Ländern der Region Südosteuropa. Die Fakultätsbibliothek umfasst mehr als 100.000 Bücher.

## Abteilungen und Lehrstühle
Das Fächerangebot der verschiedenen Abteilungen und Lehrstühle erfolgt nach einem breit gefächerten Lehrplan.